# 船葬墓

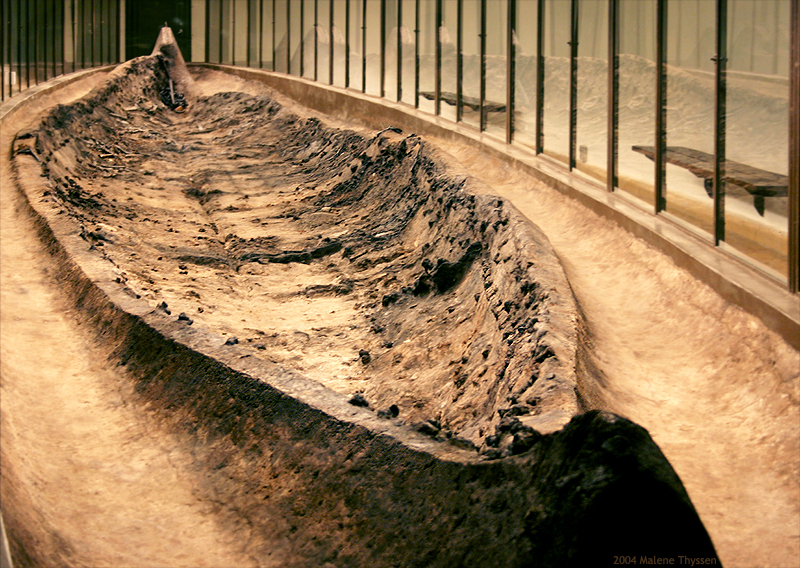
ラドビー船葬墓、デンマーク

船葬墓 (せんそうぼ、英語: Ship burial) とは、船の船体を遺体を収める棺として用いたり、あるいは船そのものを副葬品として遺体と共に埋葬した形態の墓や墳墓を指す語である。
舟葬墓、船葬、舟葬、船棺葬 などと表現されるケースもあるが、船葬や舟葬といった場合には、船に遺体を載せて海などに送り出す、水葬の一種を指す場合もある。本稿で言及する船葬墓といわれるものは、船体を用いるものであるが墓そのものは陸上に存在するものである。
船葬墓の習慣は主にゲルマン人、特にヴァイキング時代のノース人（ヴァイキング/ヴァリャーグ）に多く見られる。また、フィリピンの原住民にも船葬墓の慣習があるとされる。
また、デンマークやスウェーデンでは、石や石柱を船の形に並べその内側に故人を埋葬する、ストーンシップ (石舟、舟状列石)といわれる墳墓遺跡も見られる。

## ヴァイキング時代の船葬墓

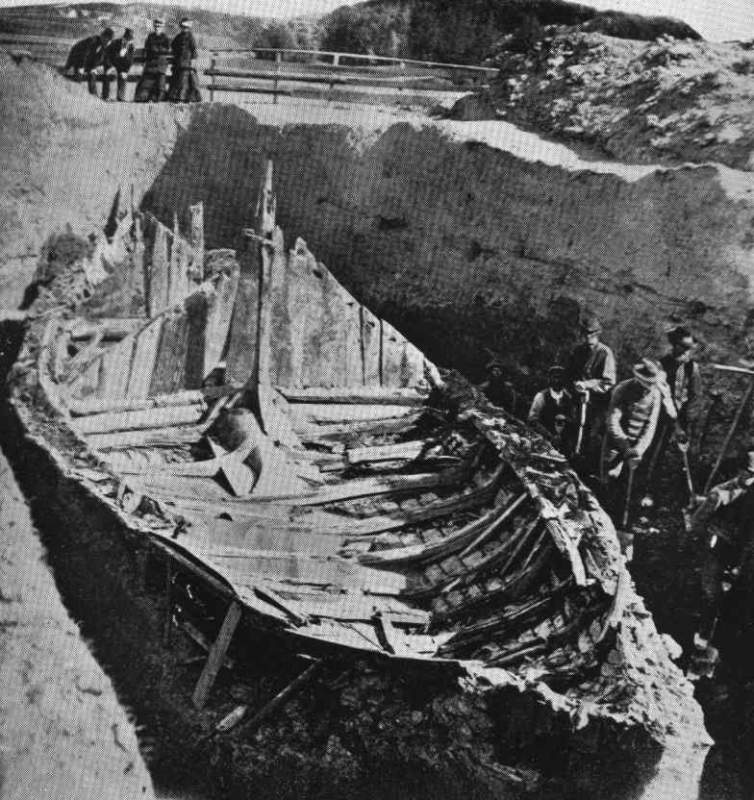
発掘時のゴクスタ船

### ノルウェー
- ゴクスタ墳丘 - ノルウェー、ヴェストフォル県サンダー（英語版）（現：サンデフィヨルド）[1]。ゴクスタ船が発掘された。
- オーセベリ墳墓 - ノルウェー、ヴェストフォル県トンスベルグ[2]。オーセベリ船が発掘された。
- トゥーネ船葬墓 - ノルウェー、エストフォル県トゥーネ（英語版）教区[3]。トゥーネ船が発掘された。

### スウェーデン
- ヴォルスヤーデ（英語版） - ウップランド地方、ガムラ・ウプサラ
- ヴェンデル（英語版） - ウップランド地方

### デンマーク
- ラドビー船葬墓（英語版） - フュン島のラドビーで発掘された[4]。

### エストニア
- サルメ船（英語版） - サーレマー島サルメで発掘された[5]。

### イギリス
- スカー船葬墓（英語版） - オークニー諸島、サンデー島のヴァイキング船葬墓[6]。
- Port an Eilean Mhòir船葬墓（英語版） - アードナマーカン半島（英語版）。グレートブリテン島で発見されたヴァイキングの船葬墓としては唯一のもので、2006年に発見され、2011年に発掘された[7]。
- バラドール船葬墓、ノッキードゥーニー船葬墓 - マン島のヴァイキング船葬墓[8]。
- サットン・フー - サフォーク州ウッドブリッジ（英語版）。アングロ・サクソン人の船葬墓。
- スネイプ船葬墓（英語版） - サフォーク州スネイプ（英語版）。アングロ・サクソン人の船葬墓。

## 日本における船葬墓
刳舟を転用した舟・船棺は、弥生時代後期の大阪府東奈良遺跡で二基発見されている。ただし、埋葬するに及んで単に棺に転用した可能性が高い。
日本では死者を天界に運ぶ舟・船と鳥、死者の霊魂を舟・船に乗せ、鳥に案内させて太陽のもと来世に導くという昇天思想がある。